# Forn del turó de la Roqueta
El Forn del turó de la Roqueta és una obra d'Olivella (Garraf) inclosa a l'Inventari del Patrimoni Arquitectònic de Catalunya.

## Descripció
Ubicat a l'entorn del Turó de la Roqueta. abans d'arribar al mas homònim pel Fondo de la Roqueta.
Estructura arquitectònica paredada amb pedres de tall irregular. Es conserva la boca, obertura al mur construïda amb el sistema d'aproximació de filades. No es conserva la coberta, tot i que al mur interior resten senyals de les bigues que es degueren emprar per construir la volta.